# Mohammed Salem Al-Enazi
Mohammed Salem Al-Enazi (em árabe: محمد سالم العنزي, Riade, 22 de novembro de 1976), foi um futebolista catariano que atuava como atacante. Atualmente, ele trabalha como supervisor geral do Al-Jazira dos Emirados Árabes Unidos desde 2012.

## Artilharias
- Gulf Cup of Nations: 1996
- GCC Champions League: 1996
- Eliminatórias da Ásia para a Copa do Mundo FIFA: 1997[2]
- Qatar Stars League: 1994-95, 1999-00
- UAE Pro-League: (2)